# Первушин, Антон Иванович
Анто́н Ива́нович Перву́шин (род. 27 мая 1970, Иваново, СССР) — российский писатель и журналист, историк космонавтики, автор ряда научно-фантастических и научно-популярных книг. Магистр технических наук. Лауреат АБС-премии (2023).

## Биография
Антон Иванович Первушин родился в городе Иваново. Среднюю школу окончил в Мурманске в 1987 году. В 1988 году переехал в Ленинград и поступил в Ленинградский политехнический институт на кафедру турбиностроения энергомашиностроительного факультета, затем там же окончил аспирантуру со специализацией «Аэродинамика турбомашин». Действительный член Федерации космонавтики России. Член Союза учёных Санкт-Петербурга.
С 1988 года — активный участник движения клубов любителей фантастики, слушатель литературной студии Андрея Балабухи и Анатолия Бритикова. Дебютировал рассказом «Иванушка и автомат» в многотиражном варианте журнала фантастики «Измерение-Ф» (1990). В 1993 году был принят в семинар Бориса Стругацкого, в настоящий момент — староста этого семинара. Профессиональный писатель. Член Союза писателей Санкт-Петербурга. Член Клуба научных журналистов. Член Российской ассоциации футурологов.
Участник Международного мультикультурного фестиваля "Звёзды над Донбассом", проходившего в Донецке в 2019, 2020 и 2021 годах. 28 февраля 2022 года участники фестиваля приняли открытое обращение в поддержку войны в Украине и действий верховного главнокомандующего, президента РФ В.В. Путина
Участник Гагаринских чтений в Объединённом мемориальном музее-заповеднике Ю. А. Гагарина.

## Книги
Автор романов «Охота на Герострата» (др. назв. — «Операция „Герострат“», 1997), «Война по понедельникам» (1998), «Миротворцы» (1999), «Собиратели осколков» (совместно с Николаем Большаковым), 1999), «Чужаки в Пеллюсидаре» (2004), «Звезда» (2007), сборника повестей «„Гроза“ в зените» (2008), тетралогии «Пираты XXI века» (2000—2008) и других. В научно-популярном жанре разрабатывает две основные темы: история космических исследований и связи тоталитарных режимов с оккультными учениями. В этих направлениях им написаны документально-исторические книги «Оккультные тайны НКВД и СС» (1999), «Оккультные войны НКВД и СС» (2003), «Астронавты Гитлера» (2004), «Битва за звёзды» (в 2 томах, 2004), «Звёздные войны: Американская республика против Советской Империи» (2005), «Космонавты Сталина: Межпланетный прорыв Советской Империи» (2005), «Красный космос: Звёздные корабли Советской Империи» (2006), «Завоевание Марса: Марсианские хроники эпохи Великого Противостояния» (2006), «Оккультный Гитлер» (2006), «Оккультный Сталин» (2006), «Битва за Луну» (2007), «108 минут, изменившие мир» (2011) и «Тайная миссия Третьего рейха» (2012).
В 2011 году был опубликован сборник футурологических эссе Антона Первушина «Кто угрожает России? Вызовы будущего». В 2013 году вышел сборник литературоведческих эссе Антона Первушина «10 мифов о советской фантастике».
Кроме того, Антон Первушин написал в 2000—2001 годах несколько русскоязычных новеллизаций по эпизодам телесериала «Секретные материалы». В 2011 году принял участие в литературном проекте «S.T.A.L.K.E.R.» с романами «Первая экспедиция» и «Львиное сердце» (совместно с Еленой Первушиной). В 2011—2012 годах вместе с Игорем Минаковым и Максимом Хорсуном участвовал в литературном проекте «Обитаемый остров», выпустив два романа: «Отдел „Массаракш“» и «Пираты Тагоры».
Книги, рассказы и очерки Антона Первушина переведены на украинский, польский, болгарский, немецкий, английский и китайский языки.
С 2010 года Антон Первушин ведёт постоянную авторскую рубрику в журнале «Мир фантастики», где публикует краткие эссе на научные темы. Также в журнале регулярно выходят статьи Антона о физике и космонавтике.
На основе книги «Оккультные тайны НКВД и СС» снят документальный фильм «Одержимые дьяволом. Тайна Третьего рейха» (2006, реж. Геннадий Городний). По материалам книги «Оккультный Сталин» снят документальный фильм «Тайные знаки. Личная ведьма Сталина». По материалам книги «Звёздные войны: Американская Республика против Советской Империи» снят документальный фильм «Живая история. Космический глаз». На основе цикла статей «Кинопробы космической экспансии» снята серия из 17 телепередач «Другое кино. Кинопробы космической экспансии» (канал «ТВ-3»), в которой Антон Первушин принял участие в качестве главного консультанта, соведущего и автора ряда сценариев. В 2011 году Антон Первушин выступил автором сценариев четырёхсерийного научно-популярного фильма «Открытый космос» («Первый канал») и как технический консультант группы сценаристов участвовал в съёмках восьмисерийного документально-исторического фильма «Наш космос» (канал «НТВ»). В 2013 году «Центр национального фильма» выпустил на экраны научно-популярный футурологический фильм по сценарию Антона Первушина «Следующая остановка — Луна».
Выступал приглашенным спикером лектория парка науки ННГУ Лобачевский Lab.
В 2015 году вышла его научно-популярная книга «Последний космический шанс», в которой он рассматривает перспективы космических путешествий и причины невероятного застоя в освоении космоса в наше время. В 2016 вышло переиздание книги «108 минут, изменивших мир», в которой Антон Первушин рассказывает о первом полёте в космос Юрия Гагарина и объясняет, почему, казалось бы, менее подготовленная в техническом плане страна — СССР — сумела опередить США и первой отправить человека в космос.
В 2017 году вышла книга «Юрий Гагарин: один полёт и вся жизнь» — подробная биография Ю. А. Гагарина, в которой автор освещает не только детали жизни первого космонавта Земли, но и некоторые страницы истории отечественной космонавтики.
В 2019 году в издательстве «Альпина нон-фикшн» вышла книга «Космическая мифология. От марсианских атлантов до лунного заговора», в этом же году в Петербурге вышел сборник «12 мифов о советской фантастике».

## Премии и призы
Лауреат литературных премий: «Звёздный мост» (1999 и 2007), «Eurocon Encouragement Award» (2000), Премия имени Александра Беляева (2002 и 2004), Премия Союза писателей Санкт-Петербурга (2005), Международная литературная премия имени А. и Б. Стругацких (2007), Премия имени Александра Грина («Золотая цепь», 2008), Премия «Интерпресскон» (2009), Премия имени Ивана Ефремова (2009), Премия «Просветитель» (2011 — шорт-лист), Премия «РосКон» (2010 и 2013). Кавалер Ордена рыцарей фантастики (2011).

## Семья
Женат, есть сын Алексей.